# Brottrunk
Brottrunk ist ein Getränk, das aus vergorenem Brot hergestellt wird.
Aus Russland stammt der Brottrunk Kwas, dessen leichter Alkoholgehalt durch eine Mischflora aus Hefen und Lactobacillen gebildet wird.

## Beschreibung
Kwas, Brottrunk oder Brotgetränk ist ein in vielen osteuropäischen Ländern weit verbreitetes Getränk, in Deutschland aber nicht allgemein bekannt. Durch das Vergären von Brot (daher Brottrunk) oder Getreidemalz hergestellt, werden manchmal auch Früchte mitvergoren. Es gibt auch alkoholfreie, nichtvergorene Varianten, die zwar als Kwas bezeichnet werden, die aus Wasser, Zucker, Malzextrakt, Aroma und Kohlensäure produziert werden. Nichtvergorene Kwas-Getränke zählen dann zu den Erfrischungsgetränken im Sinne der Leitsätze des Deutschen Lebensmittelbuchs. Zur Produktgruppe der Brottrunke zählen auch Getränke ohne den Malzcharakter. Diese Brottrunke werden aus milchsauer vergorenem Vollkornbrot und/oder Natursauerteig hergestellt ohne süßende Zutaten und sind daher im Geschmack sehr stark sauer. Nach Herstellerempfehlung sollen sie am besten mit Apfelsaft und Wasser gemischt getrunken werden. Der Alkoholgehalt liegt hier im Bereich von 2 g/l.

## Geschichte
In den 1970er Jahren wurde das russische Kwas eingeführt, ein schwach alkoholhaltiges kohlensäurehaltiges Getränk mit säuerlich-süßem brotartigem Geschmack, hergestellt aus einem wasserlöslichen Konzentrat aus Roggenbrot unter Zusatz von Zuckersirup, Trinkwasser und Kohlensäure. Ein deutsches Unternehmen produzierte Anfang der 1980er Jahre ein neues alkoholfreies Getränk aus Brot, Brottrunk genannt.

## Kanne Brottrunk
Brottrunk (eingetragene Marke) ist eines der Produkte der Firma Kanne Brottrunk GmbH & Co. Betriebsgesellschaft KG, einem Familienunternehmen aus Selm-Bork (Nordrhein-Westfalen), das von dem Brottrunk-Erfinder, dem Bäckermeister Wilhelm Friedrich Kanne (* 17. November 1933; † 3. Februar 2011), gegründet wurde. Hervorgegangen ist das Unternehmen aus dem Schwesterbetrieb Bäckerei Wilhelm Kanne GmbH & Co. KG, der bereits seit 1904 im benachbarten Lünen ansässig ist. Im Jahr 1948 trat Wilhelm Friedrich Kanne in das elterliche Unternehmen ein, in dem er später mit der Entwicklung des Kanne Bio Brottrunk begann. Die Idee, Brot zu fermentieren, kam dem Bäckermeister Kanne, nachdem aus der Sowjetunion heimgekehrte Kriegsgefangene über Konservierungsverfahren der dort einheimischen Bevölkerung durch Einsäuerung berichteten. Seit 2011 leitet sein Sohn Wilhelm Karl Kanne als geschäftsführender Gesellschafter das Unternehmen.

## Entwicklung und Herstellung
Zur Herstellung des Fermentationsprodukts wird ein Bio-Vollkornbrot gebacken, zu dessen Herstellung Bio-Weizen, Bio-Roggen und Bio-Hafer, Wasser, Speisesalz und hauseigener Natursauerteig verwendet werden. Das gebackene Brot wird anschließend mit Wasser versetzt und einem milchsauren Fermentationsprozess zugeführt. Nach Abschluss des Gärprozesses wird die Flüssigkeit gefiltert und abgefüllt. Zurück bleibt die natürliche Gärsubstanz, die durch Trocknung und Vermahlung zu Fermentgetreidepulver verarbeitet wird. Das Fermentationsprodukt enthält Vitamine, Mineralstoffe, Aminosäuren, Milchsäurebakterien und naturreine Milchsäure.

## Inhaltsstoffe
Das Gärprodukt wird nicht pasteurisiert, sondern durch die Absenkung auf einen pH-Wert um 3,0 haltbar gemacht. Einen wesentlichen Beitrag hierzu hat die enthaltene Milchsäure (1,1 g pro 100 g), die für den säuerlichen Geschmack verantwortlich ist. Daneben enthält das Gärprodukt Hefen und Ethanol. Nach Herstellerangaben enthält Brottrunk Vitamine (B3, B5, B7, B9, B12 und D), Mineralstoffe (Zink, Eisen, Kupfer, Calcium, Kalium, Natrium, Phosphor oder Magnesium), Aminosäuren und pflanzliche Ballaststoffe wie Pektin.

## Bewertung
Als Lebensmittel darf für Brottrunk keine gesundheitsbezogene Werbung gemacht werden oder mit Anwenderzeugnissen geworben werden. Neutrale, wissenschaftlich kontrollierte In-vivo-Studien am Menschen fehlen. Daher liegt bislang auch kein Wirksamkeitsnachweis für behauptete Heilwirkungen vor.
In einer Stellungnahme mehrerer Verbraucherzentralen heißt es: „Keiner der genannten Mineralstoffe ist in einer Menge im Brottrunk enthalten, als dass dieses Getränk einen nennenswerten Beitrag zur Versorgung mit Mineralstoffen leisten könnte. (…) Die enthaltene Milchsäure wirkt verdauungsfördernd. Ob die angepriesenen 'biologisch aktiven Substrate' eine besondere gesundheitsfördernde Wirkung erzielen können, ist wissenschaftlich bis heute nicht nachvollziehbar.“